# EHS (företagsavdelning)
EHS är en engelsk förkortning för Environment, Health and Safety. I Sverige används ofta förkortningen HMS (hälsa, miljö och säkerhet). Förkortningen används ofta som ett namn på en avdelning i ett företag eller på en myndighet.
Så här kan en EHS-policy se ut:

## Ständig förbättring
Miljö, hälsa och säkerhet är en integrerad del av bolagets totala verksamhet och företaget uppnår ständiga förbättringar på dessa områden genom målstyrning. Bolaget anser att störst effekt nås genom förebyggande åtgärder.

## Hållbar utveckling
Bolaget följer en strategi som syftar till en långsiktigt hållbar utveckling i sin verksamhet. Därför strävar bolaget mot en hög effektivitet i användning av energi och naturresurser. Bolaget gynnar system för återvinning och återanvändning av material och arbetar för att förebygga föroreningar och eventuella arbetsrelaterade sjukdomar och skador.

## Sunda och säkra arbetsförhållanden
Bolaget strävar efter att erbjuda en hälsosam och säker arbetsmiljö som stimulerar medarbetare att vara effektiva, att ta ansvar samt att fortsätta utvecklas mot sina personliga och professionella mål.

## Regelefterlevnad
Bolaget ska uppfylla eller överträffa tillämpliga miljö-, hälso- och säkerhets- lagar och andra krav. Företaget anser att gemensamma och effektiva miljö-, hälso- och säkerhets- standarder bör etableras på internationell nivå.